# Pulau Dolak
Pulau Dolak är en ö i Indonesien.   Den ligger i provinsen Papua, i den östra delen av landet, 3 500 km öster om huvudstaden Jakarta. Arean är 11,7 kvadratkilometer.
Terrängen på Pulau Dolak är mycket platt. Öns högsta punkt är 31 meter över havet. Den sträcker sig 120,2 kilometer i nord-sydlig riktning, och 159,6 kilometer i öst-västlig riktning.  Trakten runt Pulau Dolak består huvudsakligen av våtmarker.